# Valdivienne
Valdivienne és un municipi francès situat al departament de la Viena i a la regió de la Nova Aquitània. L'any 2007 tenia 2.455 habitants.

## Demografia

### Població
El 2007 la població de fet de Valdivienne era de 2.455 persones. Hi havia 1.052 famílies de les quals 304 eren unipersonals (108 homes vivint sols i 196 dones vivint soles), 348 parelles sense fills, 348 parelles amb fills i 52 famílies monoparentals amb fills.
La població ha evolucionat segons el següent gràfic:
Habitants censats

### Habitatges
El 2007 hi havia 1.380 habitatges, 1.067 eren l'habitatge principal de la família, 149 eren segones residències i 164 estaven desocupats. 1.303 eren cases i 39 eren apartaments. Dels 1.067 habitatges principals, 801 estaven ocupats pels seus propietaris, 254 estaven llogats i ocupats pels llogaters i 12 estaven cedits a títol gratuït; 30 tenien una cambra, 50 en tenien dues, 166 en tenien tres, 289 en tenien quatre i 532 en tenien cinc o més. 842 habitatges disposaven pel capbaix d'una plaça de pàrquing. A 403 habitatges hi havia un automòbil i a 548 n'hi havia dos o més.

### Piràmide de població
La piràmide de població per edats i sexe el 2009 era:
| Homes | Edats   | Dones |
| ----- | ------- | ----- |
| 0     | 95 o +  | 8     |
| 4     | 90 a 94 | 20    |
| 20    | 85 a 89 | 52    |
| 20    | 80 a 84 | 28    |
| 52    | 75 a 79 | 76    |
| 60    | 70 a 74 | 60    |
| 44    | 65 a 69 | 56    |
| 64    | 60 a 64 | 44    |
| 48    | 55 a 59 | 40    |
| 64    | 50 a 54 | 60    |
| 100   | 45 a 49 | 92    |
| 100   | 40 a 44 | 88    |
| 88    | 35 a 39 | 72    |
| 84    | 30 a 34 | 92    |
| 92    | 25 a 29 | 52    |
| 76    | 20 a 24 | 52    |
| 80    | 15 a 19 | 76    |
| 60    | 10 a 14 | 56    |
| 68    | 5 a 9   | 60    |
| 44    | 0 a 4   | 72    |

## Economia
El 2007 la població en edat de treballar era de 1.525 persones, 1.179 eren actives i 346 eren inactives. De les 1.179 persones actives 1.107 estaven ocupades (598 homes i 509 dones) i 72 estaven aturades (31 homes i 41 dones). De les 346 persones inactives 124 estaven jubilades, 92 estaven estudiant i 130 estaven classificades com a «altres inactius».

### Ingressos
El 2009 a Valdivienne hi havia 1.109 unitats fiscals que integraven 2.578,5 persones, la mediana anual d'ingressos fiscals per persona era de 18.237 €.

### Activitats econòmiques
Dels 67 establiments que hi havia el 2007, 2 eren d'empreses extractives, 2 d'empreses alimentàries, 6 d'empreses de fabricació d'altres productes industrials, 18 d'empreses de construcció, 15 d'empreses de comerç i reparació d'automòbils, 3 d'empreses de transport, 5 d'empreses d'hostatgeria i restauració, 2 d'empreses financeres, 2 d'empreses immobiliàries, 4 d'empreses de serveis, 3 d'entitats de l'administració pública i 5 d'empreses classificades com a «altres activitats de serveis».
Dels 27 establiments de servei als particulars que hi havia el 2009, 2 eren oficines de correu, 1 una oficina bancària, 2 tallers de reparació d'automòbils i de material agrícola, 1 paleta, 4 guixaires pintors, 6 fusteries, 3 lampisteries, 2 electricistes, 1 empresa de construcció, 2 perruqueries i 3 restaurants.
Dels 7 establiments comercials que hi havia el 2009, 1 era una botiga de menys de 120 m², 2 fleques, 1 una carnisseria, 1 una botiga d'equipament de la llar, 1 una botiga de mobles i 1 una perfumeria.
L'any 2000 a Valdivienne hi havia 49 explotacions agrícoles que ocupaven un total de 3.192 hectàrees.

## Equipaments sanitaris i escolars
L'únic equipament sanitari que hi havia el 2009 era una farmàcia.
El 2009 hi havia 3 escoles elementals.

## Poblacions més properes
El següent diagrama mostra les poblacions més properes.